# Allocosa ruwenzorensis
Allocosa ruwenzorensis là một loài nhện trong họ wolfspinnen (Lycosidae).
Loài này thuộc chi Allocosa. Allocosa ruwenzorensis được Embrik Strand miêu tả năm 1913.